# Станнид триниобия
Станнид триниобия — бинарное интерметаллическое неорганическое соединение ниобия и олова с формулой Nb3Sn, кристаллы.
Кристаллическая структура А15.

## Получение
- Сплавление стехиометрических количеств чистых веществ:

{\displaystyle {\mathsf {3Nb+Sn\ {\xrightarrow {2130^{o}C}}\ Nb_{3}Sn}}}

## Физические свойства
Станнид триниобия образует кристаллы 
кубической сингонии,
пространственная группа I m3m,
параметры ячейки a = 0,5289 нм, Z = 2,
структура типа вольфрама W
.

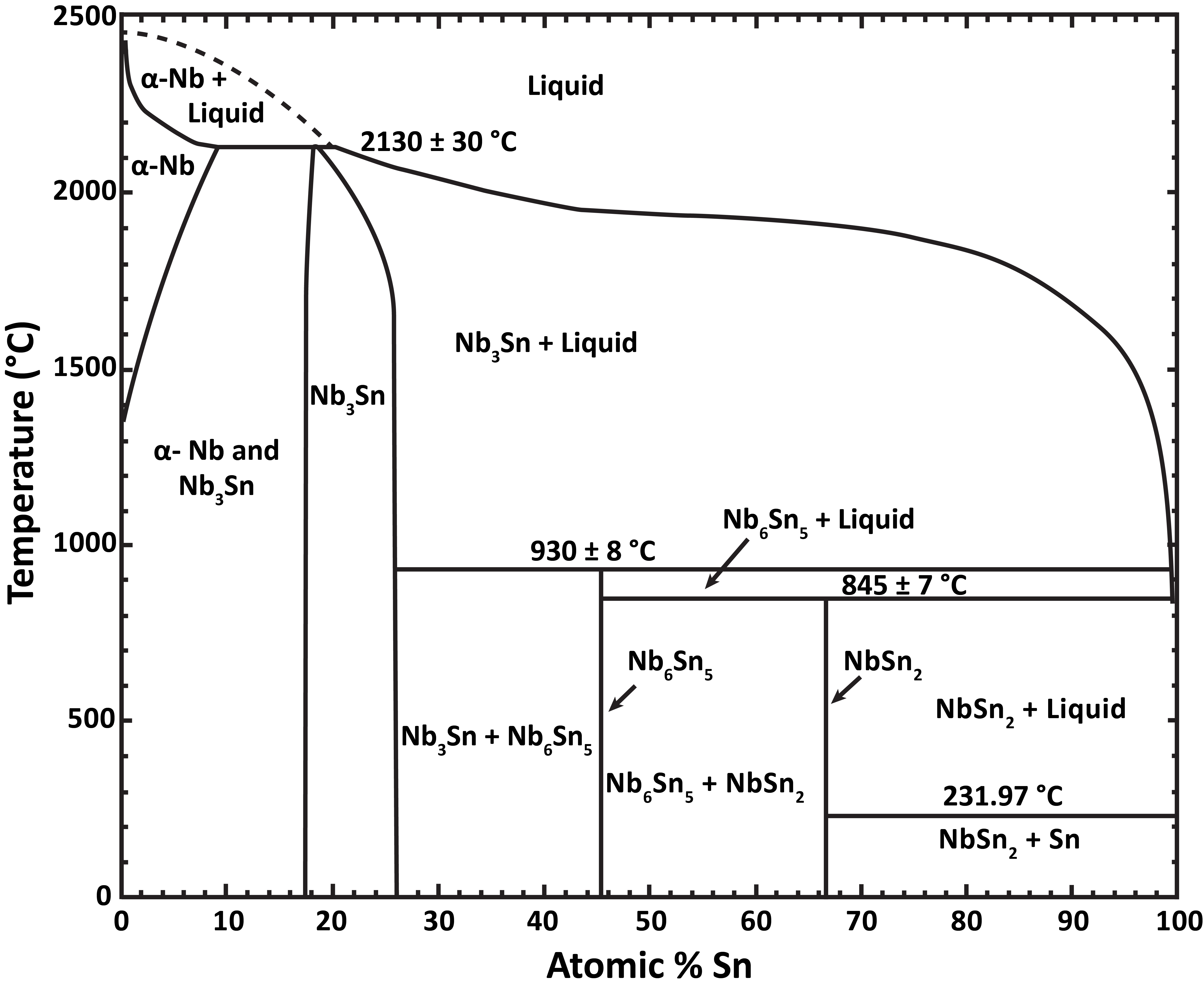
Фазовая диаграмма Nb-Sn

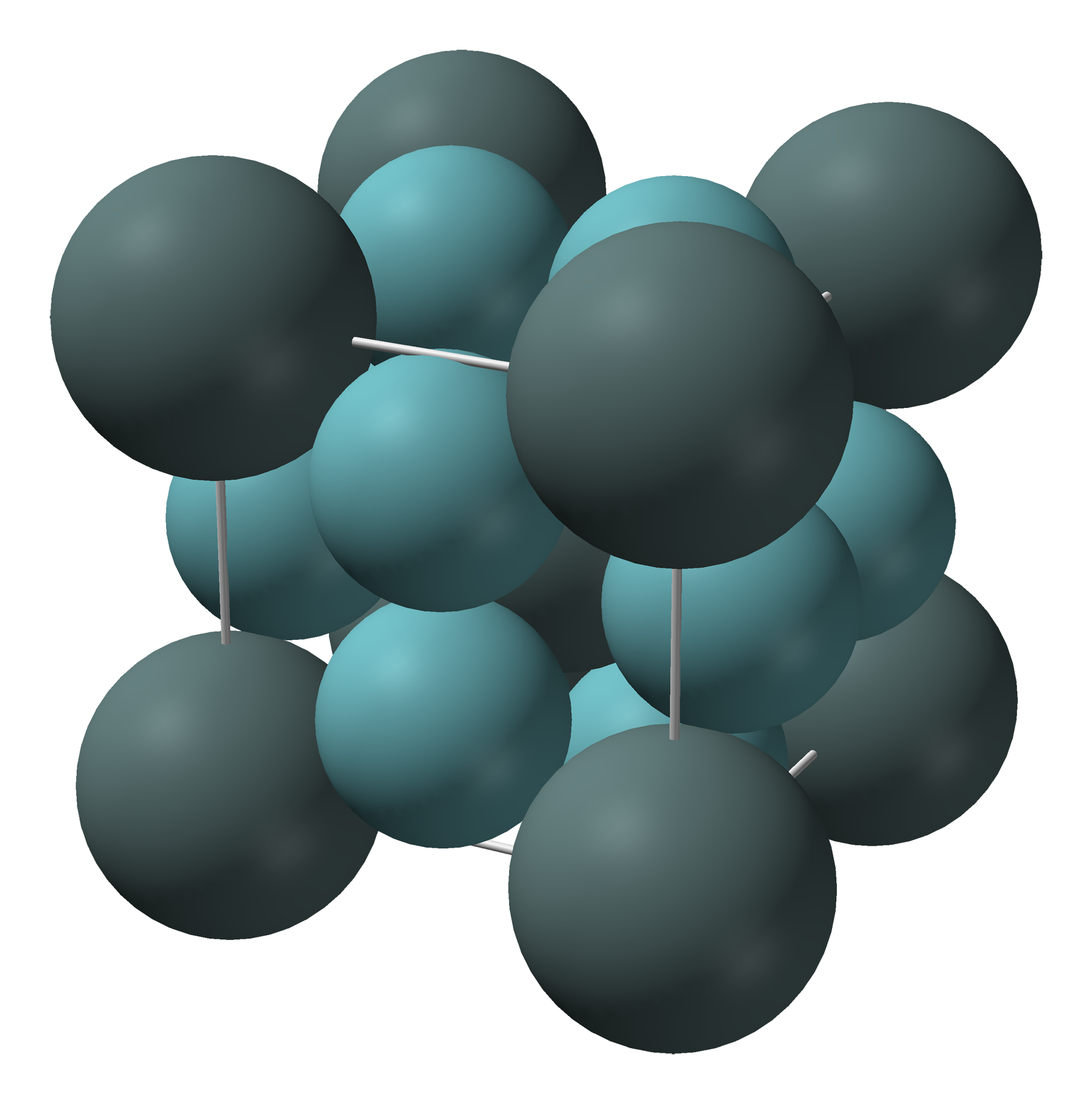
Элементарная ячейка A3B Nb_{3}Sn

При повышенном давлении (более 6,4 ГПа) обнаружено несколько фаз:
- кубическая сингония, параметры ячейки a = 0,4412 нм, при температуре 1400-2200 °С;
- кубическая сингония, пространственная группа P m3n, параметры ячейки a = 0,5300 нм, при температуре 1500-1800 °С;
- тетрагональная сингония, параметры ячейки a = 0,5619 нм, c = 1,0539 нм, существует при температуре ниже 1200 °С.

Соединение образуется по перитектической реакции при температуре 2130 °С.
При температуре 18,5 К переходит в сверхпроводящее состояние.

## Применение
- Соленоиды сверхпроводящих магнитов.
- Изготовление сверхпроводящих проводов.

Магниты на основе Nb3Sn используются в сверхмощных турбогенераторах КГТ-20 и КГТ-1000 на основе сверхпроводимости, и при разработке сверхпроводящих электрических машин.